# Театр мимики и жеста (Москва)
Теа́тр Ми́мики и Же́ста— первый в мире и единственный в России стационарный профессиональный театр глухих актёров. Создан в 1963 году в Москве.
Спектакли театра основаны на выразительности жестового языка глухих, на пластике, элементах пантомимы, музыки, танца. Происходящее на сцене синхронно озвучивают профессиональные дикторы. Спектакли Театра мимики и жеста доступны не только для глухих зрителей, но и для слышащих детей и взрослых.

## История
В 1963 году в Москве, в районе Измайлово, появился Театр мимики и жеста (ТМЖ), преобразованный из студии. Он — первый в мире и единственный в России профессиональный театр глухих актёров. Сценические средства выразительности в этом театре основаны на пластике, элементах пантомимы, музыки, танца. Жест, доведённый до совершенства, делает спектакль доступным не только глухому зрителю, но и любому. При этом происходящее на сцене синхронно озвучивается профессиональными дикторами.
Юридически является частным учреждением, учрежденным Всероссийским обществом глухих.
В 1963—1968 гг. главным художником театра был А. М. Авербах.
В начале 2000-х годов театр находился в крайне бедственном положении, на протяжении нескольких сезонов не было сыграно ни одного спектакля. В начале 2010-х годов спектакли игрались крайне редко. Начиная с сезона 2015/2016 гг., в связи с приходом нового поколения артистов, возобновил регулярную творческую деятельность, практически еженедельно проводя репертуарные спектакли.

## Труппа
В 2014—2015 году в труппу театра поступила группа выпускников Российской государственной специализированной академии искусств 2014 года, что дало возможность возобновить в регулярном прокате большое число спектаклей.
- Роберт Фомин
- Ани Абрамян
- Юлия Агапова
- Антон Балушев
- Виктория Барышникова
- Светлана Вакуленко
- Татьяна Валешняя
- Ольга Вологжина
- Милена Дымова
- Елена Ерихина
- Анастасия Заитова
- Вера Колесникова
- Алексей Лемешев
- Алёна Молоснова
- Мударис Музафаров
- Вадим Николаев
- Сергей Родин
- Сергей Семененко
- Максим Тиунов
- Людмила Лёвина — артист-диктор
- Алексей Ляшев — артист-диктор
- Владимир Рахов — артист-диктор

## Репертуар
- «Безымянная звезда» (реж. Юлия Чекмасова)
- «Рвущаяся нить» (реж. Павел Ахальцев)
- «Бременские музыканты» (реж. Роберт Фомин)
- «Влюбленный Кощей» (реж. Роберт Фомин)
- «Женитьба Дон Жуана» (режиссеры: Павел Ахальцев, Роберт Фомин)
- «Женщина с витрины» (Валерий Шевченко)
- «Зайка-хваста»
- «Именины Бабы-Яги» (реж. В. Якунин)
- «Незнайка в Солнечном городе» (Александр Буслаев)
- «Пеппи» (реж. Роберт Фомин)
- «Сказка за сказкой» (реж. Роберт Фомин)
- «Хозяйка гостиницы» (реж. Юлия Чекмасова)
- «Ночь перед Рождеством» (реж. Юлия Чекмасова)
- «Ревизор» (реж. Евгения Акс)
- «Пиковая дама» (реж. Александр Буслаев)

## Заслуженные артисты РФ
- Василий Иванович Бондов (1978 г.)
- Ольга Леонидовна Гарфельд (1994 г.);
- Марта Михайловна Грахова (1994 г.);
- Геннадий Дмитриевич Митрофанов (1994 г.);
- Михаил Петрович Слипченко (1994 г.);
- Иван Андреевич Лесников (1996 г.);
- Виктор Александрович Чебышев (1996 г.);
- Наталья Михайловна Власова (2007 г.);
- Татьяна Иосифовна Ковальская (2007 г.);
- Татьяна Федоровна Петухова (2007 г.);
- Евгения Дмитриевна Чернова (2007 г.);
- Мударис Загирович Музафаров (2024 г.)

## Факты
- Актёру Театра Мимики и Жеста Сергею Родину была присуждена премия Мэра Москвы имени Николая Островского в номинации «За выдающиеся достижения в исполнительском искусстве» в 2023 году[3].

- Актёру и режиссёру Театра мимики и жеста Роберту Фомину была присуждена премия Мэра Москвы имени Николая Островского в номинации «За выдающиеся достижения в исполнительском искусстве» в 2020 году[4].
- История любви актрисы Театра мимики и жеста Светланы Вакуленко и глухого бандита Левони Джикия послужила прообразом для одной из сюжетных линий фильма Валерия Тодоровского «Страна глухих»[2].